# Castelo de Gauzón
O Castelo de Gauzón (em asturiano: Castiellu de Gauzón) localiza-se no município de Castrillón, na província e comunidade autónoma das Astúrias, na Espanha.
O castelo encontra-se actualmente em ruínas, quase desaparecidas, uma vez que a sua pedra foi reaproveitada na construção de diferentes igrejas na região. Também na actualidade vem sendo objecto de uma importante campanha arqueológica, que até ao momento revelou dados surpreendentes acerca da datação da estrutura. Até então os historiadores, com base em antigas crónicas, sustentavam que o castelo havia sido iniciado no século IX, mas os vestígios arqueológicos, com base em datações de Carbono-14, remontam a sua construção ao século VII. Os arqueológos, por essa razão, acreditam que esse dado possa vir a colocar em questão a chamada teoria covadonguista, segundo a qual o lendário rei Pelágio (718-737) foi o primeiro monarca asturiano.
O castelo tem importância destacada para a história das Astúrias, uma vez que foi nele que se manufaturou a chamada "Cruz de la Victoria", joia símbolo nacional.